# Batié (Camerun)
Batié è un centro abitato del Camerun, situato nella Regione dell'Ovest.